# Diedrich Bischoff
Diedrich Bischoff, Pseudonym: Adam Ego, (* 15. Februar 1866 in Bremen; † 8. Februar 1946 in Gaschwitz) war ein deutscher Freimaurer und Schriftsteller.

## Leben
Er war der Sohn des Bremer Architekten Bischoff und dessen Ehefrau Clara geborene Mahncken. Nach dem Besuch des Gymnasiums in Bremen studierte Diedrich Bischoff Jura, Volkswirtschaft und Philosophie an der Universität Freiburg im Breisgau, wechselte dann an die Universität Berlin und zum Schluss an die Universität Göttingen. Er wurde Versicherungsfachmann und Direktor der Lebensversicherung Teutonia in Leipzig, nachdem er 1896 in die Messestadt umgezogen war.
Bischoff war Mitglied der Johannisloge „Phoenix“ in Leipzig sowie Ehrenmitglied von Johannislogen in Leipzig, Bremen, Worms, Dresden, Gera und ab 1912 der Loge Zur Eule auf der Warte in Eilenburg. 1910 übernahm er die Leitung des Vereins Deutscher Freimaurer.
1933 wurde von den Nationalsozialisten seine 1919 in München erschienene Schrift Sozialismus als Religion verboten.
Diedrich Bischof war Mitglied des Commenius-Gesellschaft und des Vereins für Versicherungs-Wissen.

## Schriften (Auswahl)
- Echte und falsche Gerechtigkeit. Ein Wort wider den Sozialismus. Hesse, Leipzig 1898, DNB 572414315.
- Einiges über die Geschichte und die Bestrebungen des Vereins Deutscher Freimaurer. Eröffnungsrede und Begrüßungsansprache zum 50jährigen Jubiläum des Vereins. Zechel, Leipzig 1911, DNB 57241417X. (Digitalisat)
- Wie kam's und wohin geht's? Kriegsbetrachtungen. Zechel, Leipzig 1914, DNB 579206742.
- Sozialismus als Religion. Reinhardt, München 1919, DNB 578898187.
- Menschlichkeit. Das Grundgebot deutscher Zukunft. Alfred Unger, Berlin, 1923, DNB 366578928.
- Freimaurerische Vaterlandsliebe. Ein Vorwort zur 55. Hauptversammlung des Vereins Deutscher Freimaurer. Verlag des Vereins Deutscher Freimaurer, Leipzig 1923, DNB 572414501.
- Der Verein deutscher Freimaurer und seine Gegner. Ein Wort zur Wehr und Lehr. Verlag des Vereins Deutscher Freimaurer, Leipzig 1925, DNB 1314458787.
- Internationalismus und Freimaurerei. Eine Zeitbetrachtung. Verlag des Vereins Deutscher Freimaurer, Leipzig 1929, DNB 572414382.
- Nationalsozialismus und Freimaurerei., Verlag des Vereins Deutscher Freimaurer, Leipzig o. J. [1931], DNB 572414420.
- Die neue Wirtschaftsidee und die Freimaurerei., Verlag des Vereins Deutscher Freimaurer, Leipzig 1932, DNB 572414528.
- Der Ruf unserer Zeit nach Menschwerdung. Die deutsche Schicksalsfrage im Lichte der Freimaurerei., Verlag des Vereins Deutscher Freimaurer, Leipzig 1932, DNB 572414528.
- Idealismus und Wirtschaft. Ein Vortrag. Klotz, Gotha 1933, DNB 572414366.
- Revolution des Geistes. Vortrag., Brandstetter, Leipzig 1935, DNB 572414463.

## Prosa
- Masonia – Ein Blick in eine andere Welt. Max Hesses Verlag, Leipzig 1905.

## Familie
Diedrich Bischoff heiratete in zweiter Ehe 1894 Hildegard geborene Nolte, Tochter des Baumeisters Adolf Nolte. Aus der Ehe gingen drei Söhne und zwei Töchter hervor.